# (33816) 2000 AL42
2000 أي أل 42 (ويعرف أيضًا باسم (33816) 2000 أي أل 42 وفق تسمية الكوكب الصغير) (بالإنجليزية: 2000 AL42)‏ هو كويكب ضمن حزام الكويكبات؛ وترتيبه 33816 من حيث الاكتشاف.
اكتُشف هذا الجُرم الفلكي بواسطة بحث لنكولن عن الكويكبات القريبة من الأرض في 3 يناير 2000.

## وصلات خارجية
- (33816) 2000 AL42 في قاعدة بيانات مختبر الدفع النفاث لأجرام النظام الشمسي الصغيرة

- الاكتشاف · مخطط المدار ·  العناصر المدارية · المعلمات المادية

- (33816) 2000 AL42 على موقع ويكي سكاي: DSS2, SDSS, GALEX, IRAS, Hydrogen α, X-Ray, Astrophoto, Sky Map, Articles and images